# Basis Point Value
Der Basis Point Value, oftmals mit BPV abgekürzt, ist eine Kennzahl aus der Finanzwirtschaft, mit der die Zinssensitivität eines Finanzinstruments oder eines Portfolios gemessen wird. Weitere gängige Bezeichnungen sind Present Value of a Basis Point, in der Regel als PVBP abgekürzt, oder DV01 abgeleitet von Dollar Value of a 01. 

## Hintergrund
Der BPV gibt die Preisänderung eines verzinslichen Wertpapiers an, wenn sich die Rendite um einen Basispunkt, d. h. um 0,01 Prozentpunkte, ändert. Dabei kann die Wertänderung entweder als Differenz der Barwerte mit und ohne Verschiebung der Rendite oder über die Modified Duration ermittelt werden.
Die Kennzahl wird unter anderem im Risikomanagement zur Ermittlung der Sensitivität von einzelnen oder Gruppen von Finanzinstrumenten gegenüber Zinsänderungen sowie bei Sicherungsgeschäften genutzt, um die Hedge-Ratio zur Immunisierung gegen Zinsänderungsrisiken abzuleiten.